# Energoatom
Energoatom (NNEGC Energoatom of Oekraïens: ДП НАЕК Енергоатом) is een Oekraïense staatsbedrijf en eigenaar van alle Oekraïense kerncentrales.
Het bedrijf is verantwoordelijk voor de werking van de huidige kernreactoren, de bouw van nieuwe kerncentrales, en de acquisitie van splijtstof en radioactief afval. Energoatom beheert vier kerncentrales met een totaal van vijftien actieve reactoren:
- Kerncentrale Chmelnitski
- Kerncentrale Rivne
- Kerncentrale Zaporizja
- Kerncentrale Zuid-Oekraïne.

Van de 15 reactoren zijn er 13 van het type VVER-1000 en de andere twee zijn van het type VVER-440. De totale capaciteit is 13.835 megawatt (MW) en verder heeft het nog twee kleine waterkrachtcentrales en een windmolenpark. Het bedrijf voorziet voor zo'n 55% in de nationale behoefte aan elektriciteit.
In april 2023 sloten Energatom en het Amerikaanse Holtec International een akkoord voor de bouw van maximaal 20 kleine modulaire reactoren (SMR's) in Oekraïne, waarvan de eerste tegen 2029 operationeel zou worden.